# Torsby, Värmdö kommun
För andra betydelser, se Torsby (olika betydelser).
Torsby är en ort vid Torsbyfjärden i Värmdö kommun. Från 2015 ingår bebyggelsen i tätorten Gustavsberg.

## Befolkningsutveckling
| Befolkningsutvecklingen i Torsby 1990–2010                            | Befolkningsutvecklingen i Torsby 1990–2010 | Befolkningsutvecklingen i Torsby 1990–2010 | Befolkningsutvecklingen i Torsby 1990–2010 | Befolkningsutvecklingen i Torsby 1990–2010 |
| --------------------------------------------------------------------- | ------------------------------------------ | ------------------------------------------ | ------------------------------------------ | ------------------------------------------ |
|                                                                       |                                            |                                            |                                            |                                            |
| År                                                                    |                                            |                                            | Folkmängd                                  | Areal (ha)                                 |
| 1990                                                                  | 1990                                       |                                            | 285                                        | 133#                                       |
| 1995                                                                  | 1995                                       |                                            | 354                                        | 146                                        |
| 2000                                                                  | 2000                                       |                                            | 426                                        | 147                                        |
| 2005                                                                  | 2005                                       |                                            | 481                                        | 147                                        |
| 2010                                                                  | 2010                                       |                                            | 477                                        | 147                                        |
| Anm.: Ny tätort 1995. Sammanvuxen med Gustavsberg 2015. # Som småort. |                                            |                                            |                                            |                                            |

## Samhället
I Torsby ligger Buddharamatemplet. Där finns också några småföretag, bland annat en pizzeria och en handelsträdgård.

## Kommunikationer
Genom orten passerar länsväg 274 som ger kommunikationer västerut mot Gustavsberg och norrut mot Vaxholm. Längs vägen finns fyra busshållplatser, från syd till nord: Soläng, Torsby sjöväg, Torsby åkerväg och Kulan. Regelbundna bussturer finns till Hemmesta där det finns anslutning till bussar till Gustavsberg och Stockholm. Under rusningstrafik finns bussar som går hela vägen till Stockholm.